# Polynema grafinya
Polynema grafinya (лат.) — вид хальцидоидных наездников рода Polynema из семейства Mymaridae. Название вида в переводе с русского означает графиня.

## Распространение
Новая Зеландия.

## Описание
Мелкие хальцидоидные наездники. Длина тела менее 1 мм (от 825 до 960 мкм). Отличается от близких видов следующими признаками: скутеллюм с колокольчатыми сенсиллами у переднего края и на расстоянии от боковых краев; проподеум с явно неполным срединным валиком, отходит от заднего края примерно на половину длины; макроптерные (крылья развиты); яйцеклад не менее чем в 1,6 раза больше длины заднегруди. Тело и придатки тёмно-коричневые, кроме коричневых петиоля и частично ног. Голова шире своей высоты; лицо с тонкими, малозаметными субторулярными морщинками. Усики с петиолем, включая короткий радикл, в 3,3 раза больше ширины, гладкие; педицель гладкий, длиннее первого членика жгутика F1 и в 2 раза больше ширины. Тело в основном гладкое и блестящее. Булава усиков 1-члениковая. Крылья с длинными краевыми щетинками. Усики очень длинные, больше длины головы вместе грудью. Предположительно, как и другие виды паразитоиды насекомых. Вид был впервые описан в 2021 году российско-американским гименоптерологом Сергеем Владимировичем Тряпицыным (Entomology Research Museum, Department of Entomology, Калифорнийский университет в Риверсайде, Калифорния, США) вместе с такими видами как P. aristokratka, P. markiza, P. koroleva, P. imperatrix, P. baronessa, P. princessa, P. rangatira